# Bay Post 3-b/12
Unter der fiktiven Gattungsbezeichnung Bay Post 3-b/12 werden die bayerischen Postwagen nach Blatt-Nr. 195 und 196 des Wagenverzeichnisses von 1913 sowie die später beschafften nach Blatt-Nr. 60481 bis 60484 sowie 6262 und 62621 zusammengefasst. Sie erhielten bei der Deutschen Reichspost die (Gattungsbezeichnung Post 3-b/12).

## Entwicklung
Ab 1883 wurden von verschiedenen Bahngesellschaften – so auch von der K.Bay.Sts.B – die ersten dreiachsigen Wagen für Schnellzüge beschafft. So ergab sich auch der Bedarf für entsprechende Wagentypen zur Postbeförderung.

## Beschaffung
Zwischen 1909 und 1925 wurde so für die zweite Generation an Postwagen insgesamt 62 Wagen nach einheitlichen Baugrundsätzen beschafft. 26 davon gehörten zu dem in den Jahren 1903 bis 1913 beschafften Typen nach Blatt-Nr. 195 und 196. Weitere Beschaffungen erfolgten in den Jahren 1915, 1924 und 1925 nach Blatt-Nr. 60481 bis 60484 sowie 6262 und 62621.

## Verbleib
Alle Wagen wurden von der Reichsbahn übernommen. Bei der DB wurde dieser Wagentyp wie alle Wagentypen mit hölzernem Wagenkasten bis ca. 1966 ausgemustert.

## Konstruktive Merkmale

### Untergestell
Das Untergestell der Wagen war komplett aus Eisenprofilen zusammengenietet. Die äußeren Längsträger hatten eine Doppel-U-Form mit nach außen gerichteten Flanschen. Als Zugeinrichtung hatten die Wagen Schraubenkupplungen mit Sicherheitshaken nach VDEV, die Zugstange war durchgehend und mittig gefedert. Als Stoßeinrichtung besaßen die Wagen Stangenpuffer mit einer Einbaulänge von 612 mm, die Pufferteller hatten einen Durchmesser von 370 mm. Die Puffer wurden in den 1930er Jahren gegen Hülsenpuffer ausgetauscht, wodurch sich auch die Länge der Puffer änderte.

### Laufwerk
Die Wagen hatten genietete Fachwerkachshalter aus Flacheisen der kurzen, geraden Bauform. Gelagert waren die Achsen in geteilten Gleitachslagern. Die Räder hatten Speichenradkörper der bayerischen Form 39. Die Tragfedern hatten eine Länge von 1.750 mm mit einem Querschnitt von 96 mm × 13 mm. An den Endachsen waren sie neun Lagen stark, an der querverschiebbaren Mittelachse sieben Lagen. Sie waren mit Federlaschen in den Federböcken befestigt. Die Endachsen waren als Vereinslenkachsen ausgebildet.
1957 erfolgten Umbauten des Laufwerks, bei denen die Mittelachse entfernt wurde (Thema Berechnung nach Achskilometer) und die Wagen somit auch geänderte Gattungsbezeichnungen erhielten (Post 2-a/12).
Die Spindelhandbremse im hochgesetzten Bremserhaus wirkte auf alle Räder beidseitig. Im Gegensatz zu vorangegangenen Typen waren hier auch die Mittelachsen gebremst. Die Wagen waren alle mit Westinghouse-Bremsen ausgestattet.

### Wagenkasten
Das Wagenkastengerippe bestand aus einem hölzernen Ständerwerk. Es war außen mit Blech und innen mit Holz verkleidet. Die Seitenwände waren an den Unterseiten leicht eingezogen, die Stirnwände gerade. Die Wagen besaßen ein flach gewölbtes Dach, welches über die Seitenwände ragte. Auf das Dach war ein Oberlichtaufbau aufgesetzt. Die Wagen hatten alle durchgehende, seitliche Laufbretter und Anhaltestangen. Der Zugang zum Innenraum erfolgte beidseitig durch je zwei zweiteilige, nach außen aufschlagende Flügeltüren mit einer lichten Weite von 1.330 mm.
Der Innenraum war durchgehend und ohne Zwischenwand. Auf der einen Seite befand sich der Packraum, auf der gegenüberliegenden Seite der Briefsortierraum mit der Handspindelbremse. In der Wagenmitte befand sich auch der nach beiden Wagenhälften wirkende Ofen sowie der Abort.
Zur Beheizung verfügten die Wagen über eine Ofenheizung. Die Wagen waren alle mit einer Leitung für eine Dampfheizung ausgestattet.
Die Beleuchtung erfolgte durch Gas-Lampen. Der Vorratsbehälter für das Leuchtgas hing in Wagenlängsrichtung am Rahmen.

## Zeichnungen / Skizzen
Hier Zeichnungen bzw. Skizzen zu den einzelnen Blatt-Nr. und deren Varianten.

Zeichnung zu Post3 Bay 09
Zeichnung zu Post3 Bay 13

## Wagennummern
Die Daten sind im Wesentlichen nach den Wagenpark-Verzeichnissen der Kgl.Bayer.Staatseisenbahnen aufgestellt und nach dem Stande vom 31. März 1897 und 1913 sowie dem Buch von Alto Wagner entnommen.
| Herstelldaten   | Herstelldaten   | Herstelldaten   | Wagennummern je Epoche Gattungszeichen | Wagennummern je Epoche Gattungszeichen | Wagennummern je Epoche Gattungszeichen | Wagennummern je Epoche Gattungszeichen | Wagennummern je Epoche Gattungszeichen | Wagennummern je Epoche Gattungszeichen | Fahrwerk   | Fahrwerk        | Fahrwerk  | Fahrwerk                  | Fahrwerk                  | Ausstattung               | Ausstattung               | Ausstattung | Ausstattung                               | Ausstattung                               | Ausstattung                               | Ausstattung                               | Ausstattung                               | Zusatzinfos |
| Bau- jahr       | Her- steller    | Anz.            | ab 1875                                | ab 1909 (1907)                         | Rep. (1919)                            | DR (ab 1923)                           | DRG (ab 1930)                          | Aus- gem.                              | Anz. Achs. | Rad- stand (mm) | LüP- (mm) | Brem- sen                 | Lenk- achs.               | Bl.                       | Hz.                       | Anz. Abort  | Art u. Anzahl der Abteile (siehe Legende) | Art u. Anzahl der Abteile (siehe Legende) | Art u. Anzahl der Abteile (siehe Legende) | Art u. Anzahl der Abteile (siehe Legende) | Art u. Anzahl der Abteile (siehe Legende) | Bemerkung   |
| --------------- | --------------- | --------------- | -------------------------------------- | -------------------------------------- | -------------------------------------- | -------------------------------------- | -------------------------------------- | -------------------------------------- | ---------- | --------------- | --------- | ------------------------- | ------------------------- | ------------------------- | ------------------------- | ----------- | ----------------------------------------- | ----------------------------------------- | ----------------------------------------- | ----------------------------------------- | ----------------------------------------- | ----------- |
| Blatt-Nr. 195   | Blatt-Nr. 195   | Blatt-Nr. 195   | Post                                   | Post3                                  |                                        | Post3 Bay 09                           | Post 3-b/12                            |                                        |            |                 |           | (siehe jeweilige Legende) | (siehe jeweilige Legende) | (siehe jeweilige Legende) | (siehe jeweilige Legende) |             | B                                         | D                                         | G                                         | P                                         | Z                                         |             |
| 1909            |                 | 12              |                                        | 15 422– 15 433                         |                                        |                                        |                                        |                                        | 3          | 4.625           | 13.224    | H, Wbr                    | V                         | G                         | O, L                      | 1           | 1                                         |                                           |                                           | 1                                         |                                           |             |
| 1911            | 4               |                 | 15 459– 15 452                         |                                        |                                        |                                        |                                        |                                        | 3          | 4.625           | 13.224    | H, Wbr                    |                           | G                         | O, L                      | 1           | 1                                         |                                           |                                           | 1                                         |                                           |             |
| Blatt-Nr. 196   | Blatt-Nr. 196   | Blatt-Nr. 196   | Post                                   | Post3                                  |                                        | Post3 Bay 13                           | Post 3-b/12                            |                                        |            |                 |           | (siehe jeweilige Legende) | (siehe jeweilige Legende) | (siehe jeweilige Legende) | (siehe jeweilige Legende) |             | B                                         | D                                         | G                                         | P                                         | Z                                         |             |
| 1913            |                 | 5               |                                        | Mü 15 459                              |                                        |                                        |                                        |                                        | 3          | 4.625           | 13.300    | H, Wbr                    | V                         | G                         | O, L                      | 1           | 1                                         |                                           |                                           | 1                                         |                                           |             |
| 1913            | Mü 15 460       | 5               |                                        |                                        |                                        |                                        |                                        |                                        | 3          | 4.625           | 13.300    | H, Wbr                    | V                         | G                         | O, L                      | 1           | 1                                         |                                           |                                           | 1                                         |                                           |             |
| 1913            | Mü 15 461       | 5               |                                        |                                        |                                        |                                        |                                        |                                        | 3          | 4.625           | 13.300    | H, Wbr                    | V                         | G                         | O, L                      | 1           | 1                                         |                                           |                                           | 1                                         |                                           |             |
| 1913            | Mü 15 462       | 5               |                                        |                                        |                                        |                                        |                                        |                                        | 3          | 4.625           | 13.300    | H, Wbr                    | V                         | G                         | O, L                      | 1           | 1                                         |                                           |                                           | 1                                         |                                           |             |
| 1913            | Mü 15 463       | 5               |                                        |                                        |                                        |                                        |                                        |                                        | 3          | 4.625           | 13.300    | H, Wbr                    | V                         | G                         | O, L                      | 1           | 1                                         |                                           |                                           | 1                                         |                                           |             |
| 1913            | 2               |                 | Au 15 464                              |                                        |                                        |                                        |                                        |                                        | 3          | 4.625           | 13.300    | H, Wbr                    | V                         | G                         | O, L                      | 1           | 1                                         |                                           |                                           | 1                                         |                                           |             |
| 1913            | 2               | Au 15 469       |                                        |                                        |                                        |                                        |                                        |                                        | 3          | 4.625           | 13.300    | H, Wbr                    | V                         | G                         | O, L                      | 1           | 1                                         |                                           |                                           | 1                                         |                                           |             |
| 1913            | 2               |                 | Wü 15 466                              |                                        |                                        |                                        |                                        |                                        | 3          | 4.625           | 13.300    | H, Wbr                    | V                         | G                         | O, L                      | 1           | 1                                         |                                           |                                           | 1                                         |                                           |             |
| 1913            | 2               | Wü 15 467       |                                        |                                        |                                        |                                        |                                        |                                        | 3          | 4.625           | 13.300    | H, Wbr                    | V                         | G                         | O, L                      | 1           | 1                                         |                                           |                                           | 1                                         |                                           |             |
| 1913            | 1               |                 | Nü 15 468                              |                                        |                                        |                                        |                                        |                                        | 3          | 4.625           | 13.300    | H, Wbr                    | V                         | G                         | O, L                      | 1           | 1                                         |                                           |                                           | 1                                         |                                           |             |
| Blatt-Nr. 6262  | Blatt-Nr. 6262  | Blatt-Nr. 6262  | Post                                   | Post3                                  |                                        | Post3 Bay 13                           | Post 3-b/12                            |                                        |            |                 |           | (siehe jeweilige Legende) | (siehe jeweilige Legende) | (siehe jeweilige Legende) | (siehe jeweilige Legende) |             | B                                         | D                                         | G                                         | P                                         | Z                                         |             |
| 1913            |                 | 2               |                                        | Au 15 477                              |                                        |                                        |                                        |                                        | 3          | 4.625           | 13.300    | H, Wbr                    | V                         | G                         | O, L                      | 1           | 1                                         |                                           |                                           | 1                                         |                                           |             |
| 1913            | Au 15 478       | 2               |                                        |                                        |                                        |                                        |                                        |                                        | 3          | 4.625           | 13.300    | H, Wbr                    | V                         | G                         | O, L                      | 1           | 1                                         |                                           |                                           | 1                                         |                                           |             |
| Blatt-Nr. 6262I | Blatt-Nr. 6262I | Blatt-Nr. 6262I | Post                                   | Post3                                  |                                        | Post3 Bay 13                           | Post 3-b/12                            |                                        |            |                 |           | (siehe jeweilige Legende) | (siehe jeweilige Legende) | (siehe jeweilige Legende) | (siehe jeweilige Legende) |             | B                                         | D                                         | G                                         | P                                         | Z                                         |             |